# Edvard Palmgren
Karl Edvard Abraham Henning Palmgren, född 1840, död 7 februari 1910 i Stockholm, var en svensk skolman. Han var far till Valfrid Palmgren.
Palmgren var föreståndare för Norrköpings enskilda elementarläroverk 1869–1871 och upprättade 1876 Palmgrenska samskolan. Bland Palmgrens skrifter märks Praktiska arbetsskolor för barn och ungdom (1889) och Palmgrenska samskolan (1892). Han är begravd på Norra begravningsplatsen utanför Stockholm.